# Rupes
En astrogeologia, rupes (plural rupēs, abr. RU) és una paraula llatina que significa «cingle» que la Unió Astronòmica Internacional (UAI) utilitza per designar cingles relativament rectilinis o regulars a la superfície dels planetes o altres cossos celestes. Es contrari als scopuli, que indiquen cingles lobulats o irregulars
El terme és utilitzat per la Unió Astronòmica Internacional per identificar estructures geològiques d'aquest tipus presents als planetes Mercuri, Venus i Mart, als satèl·lits Lluna, Encèlad, Titània i Miranda, al planeta nan (1) Ceres, i als asteroides (4) Vesta i (21) Lutècia.